# اوبرژ دایتالیا
مسافرخانه ایتالیا یا آوبَرژ د'ایتالیا (مالتی: Berġa tal-Italja, ایتالیایی: Albergo d'Italia) یک مسافرخانه در والتا، مالت است. این ساختمان در مراحل مختلفی در اواخر قرن شانزدهم ساخته شد تا محل اقامت شوالیه‌های مهمان‌نواز از زبان ایتالیا باشد و در ابتدا طراحی تکلف‌گرایی توسط جیرولامو کسار و سایر معماران داشت. این ساختمان در طول قرن هفدهم به‌طور مداوم تغییرات زیادی به خود دید و آخرین بازسازی عمده آن در دهه ۱۶۸۰ تحت رهبری گرگوریو کارافا صورت گرفت که به آن ویژگی‌های معماری باروک بخشید.
پس از اخراج این سازمان از مالت در ۱۷۹۸، اوبرژ برای اهداف مختلفی استفاده شد و شامل مقر فرماندهی نظامی، اتاق غذاخوری افسران، موزه، مدرسه هنر، دادگاه، اداره پست عمومی و چندین دپارتمان دولتی بود. تا مدت‌ها، این مکان محل استقرار مقامات گردشگری مالت بود و همچنان مرمت‌های زیادی در حال انجام است. این ساختمان اکنون به محل نگهداری مجموعه ملی هنر تبدیل شده است (که پیش‌تر در موزه ملی هنرهای زیبا مالت قرار داشت). در سال ۲۰۱۸، این مکان به موزه ملی هنرهای معاصر، موزه ملی هنرهای زیبا مالت (با نام اختصاری Mużew Nazzjonali tal-Arti) تبدیل شد.

## تعریف
واژه «اوبرژ» (Auberge) در زبان فارسی به معنی «مسافرخانه»، «پناهگاه» یا «خانه مهمان‌نوازی» است و از زبان فرانسه آمده و به ساختمان‌هایی اطلاق می‌شود که در گذشته به عنوان محل اقامت اعضای گروه‌ها یا کشورها در شهرها یا مناطق مختلف ساخته می‌شدند. این ساختمان‌ها معمولاً توسط گروه‌های نظامی یا مذهبی استفاده می‌شدند و به عنوان محل استراحت، اداری یا اجتماعی آن‌ها عمل می‌کردند.
«اوبرژ دایتالیا» یک ساختمان تاریخی در شهر والِتا، پایتخت مالت است که در ابتدا برای اعضای گروهبندی از شوالیه‌های ایالت ایتالیا ساخته شده بود. این نوع ساختمان‌ها به‌طور کلی ویژگی‌های معماری خاص خود را دارند که به ویژه در دوران رنسانس و باروک رایج بودند.

## تاریخ

### حکومت شوالیه‌ها
اوبرژ د'ایتالیا سومین اوبرژ ایتالیایی است که در مالت ساخته شد. اولین اوبرژ در بیرگو در دهه ۱۵۵۰ ساخته شد، در محلی که قبلاً توسط زبان ایتالیا استفاده می‌شد. پس از انتقال پایتخت از بیرگو به والتا، اوبرژ دومی در مرکز شهر جدید در سال‌های ۱۵۷۰–۷۱ ساخته شد. این ساختمان در نهایت به کاخ ارشد ملحق شد و اوبرژ کنونی در Strada San Giacomo (که اکنون خیابان مرچنتز است) شروع به ساخت شد. طراحی‌های اصلی هر دو اوبرژ والتا توسط معمار مالتایی جیرولامو کسار صورت گرفته بود.
هیچ مدرکی برای ساخت سومین اوبرژ د'ایتالیا وجود ندارد، اما کار ساخت در سال ۱۵۷۴ شروع شد و این ساختمان در سپتامبر ۱۵۷۹ افتتاح شد. پس از اتمام طبقه اول، ساخت بقیه ساختمان به حالت تعلیق درآمد، اما به زودی مشخص شد که این ساختمان برای نیازهای شوالیه‌ها کوچک است. در ۲۵ اوت ۱۵۸۲ تصمیم به ساخت طبقه دوم گرفته شد. استاد سنگ‌تراش، جیو آندره‌ا فارویا مسئول ساخت بود، اما او پیش از تکمیل پروژه درگذشت. ساخت‌وساز در طول دهه ۱۵۸۰ ادامه یافت و در حدود سال ۱۵۹۵ به پایان رسید. به غیر از کسار و فارویا، چندین معمار و استاد سنگ‌تراش دیگر مسئول ساخت اوبرژ بودند، از جمله مهندس فرانچسکو آنتری.
زبان ایتالیا همچنین کلیسای سنت کاترین را در کنار اوبرژ ساخت. ساخت این کلیسا در سال ۱۵۷۶ آغاز شد و در سال‌های ۱۶۸۳ و ۱۷۱۰ گسترش و تغییراتی در آن ایجاد شد.

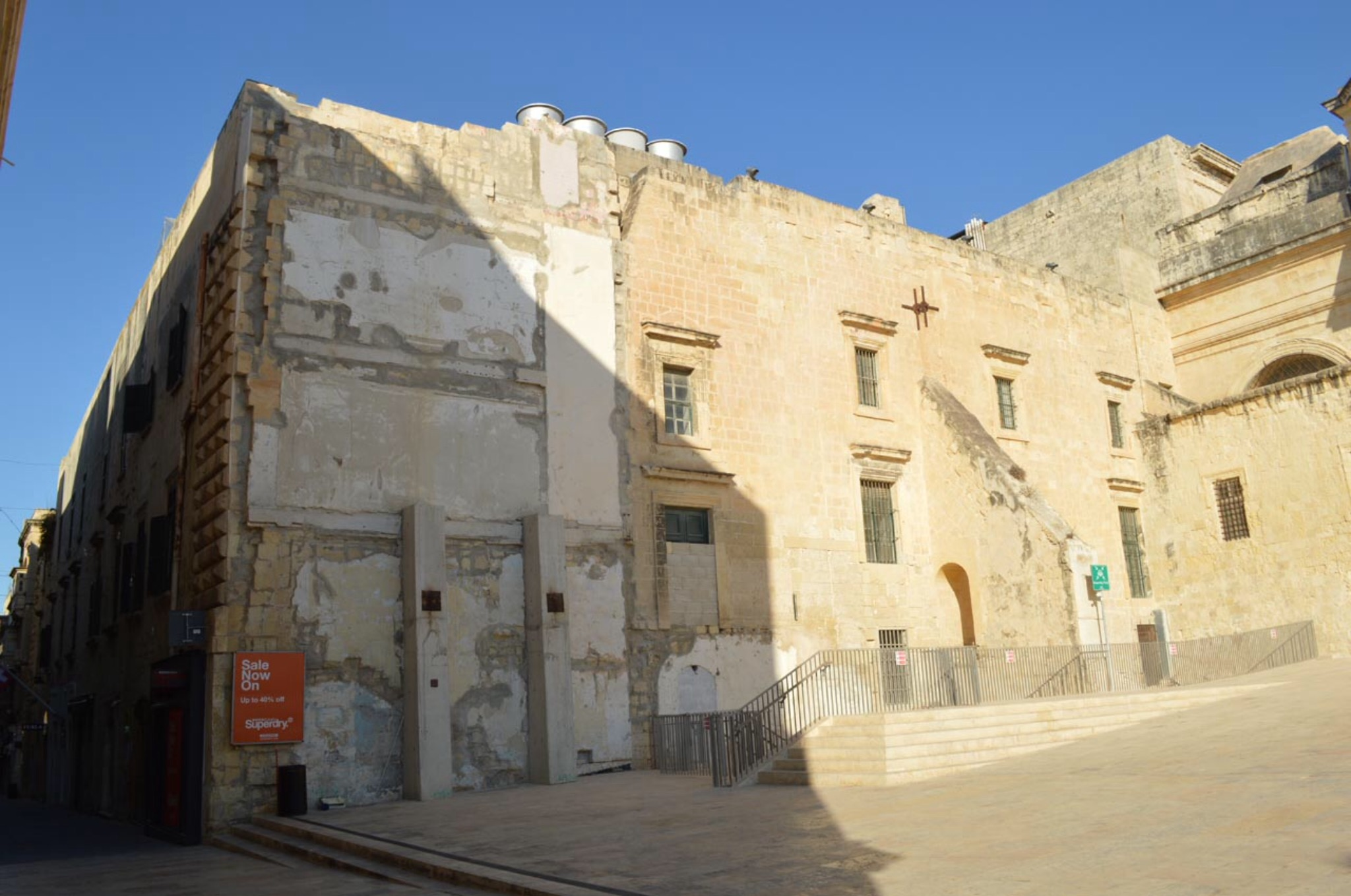
نمای جانبی اوبرژ د'ایتالیا در میدان ژان دو ولت، که ممکن است ورودی اصلی پیش از سال ۱۶۲۹ بوده باشد

در سال ۱۶۰۴ برخی تعمیرات توسط الساندرو استفراچ انجام شد، پس از آنکه ترک‌هایی در بخشی از تالار اصلی ظاهر شد. اوبرژ دارای ورودی‌ای بود که به یک میدان در خیابان جنوب رو به جلو داشت، اما این ورودی در سال ۱۶۲۹ مسدود شد زمانی که میدان ساخته شد (این میدان در سال ۲۰۱۲ به میدان ژان دو ولت بازسازی شد). مورخ جیوانی بونلو پیشنهاد می‌کند که این ورودی اصلی اوبرژ بوده است، اگرچه ممکن است فقط ورودی کناری بوده باشد. در سال‌های ۱۶۴۹–۵۰، یک نیم‌طبقه زیر اتاق دریاسالار ساخته شد و یک اتاق بزرگ در عقب ساختمان در سال ۱۶۵۴ به چهار مغازه تبدیل گردید. بایگانی‌ها در سال ۱۶۷۸ ساخته شدند.
بازسازی عمده اوبرژ در سبک معماری باروک از سال ۱۶۸۰ آغاز شد. نمای بیرونی ساختمان توسط مِدِریکو بلوندل بازسازی شد و طبقه سوم به هزینه ارشد گرگوریو کارافا ساخته شد. یک تزیین پیچیده با تروپی سلاح‌ها که مجسمه‌ای از سر کارافا را دربرداشت، بالای ورودی اصلی افزوده شد. این تروپی توسط رایمون دو لا فاج از مرمر استخراج شده از ویرانه‌های معبد پروسرپینا، یک معبد رومی در معمرفا که در سال ۱۶۱۳ کشف شده بود، تراشیده شد.

### اشغال فرانسه و حکومت بریتانیا

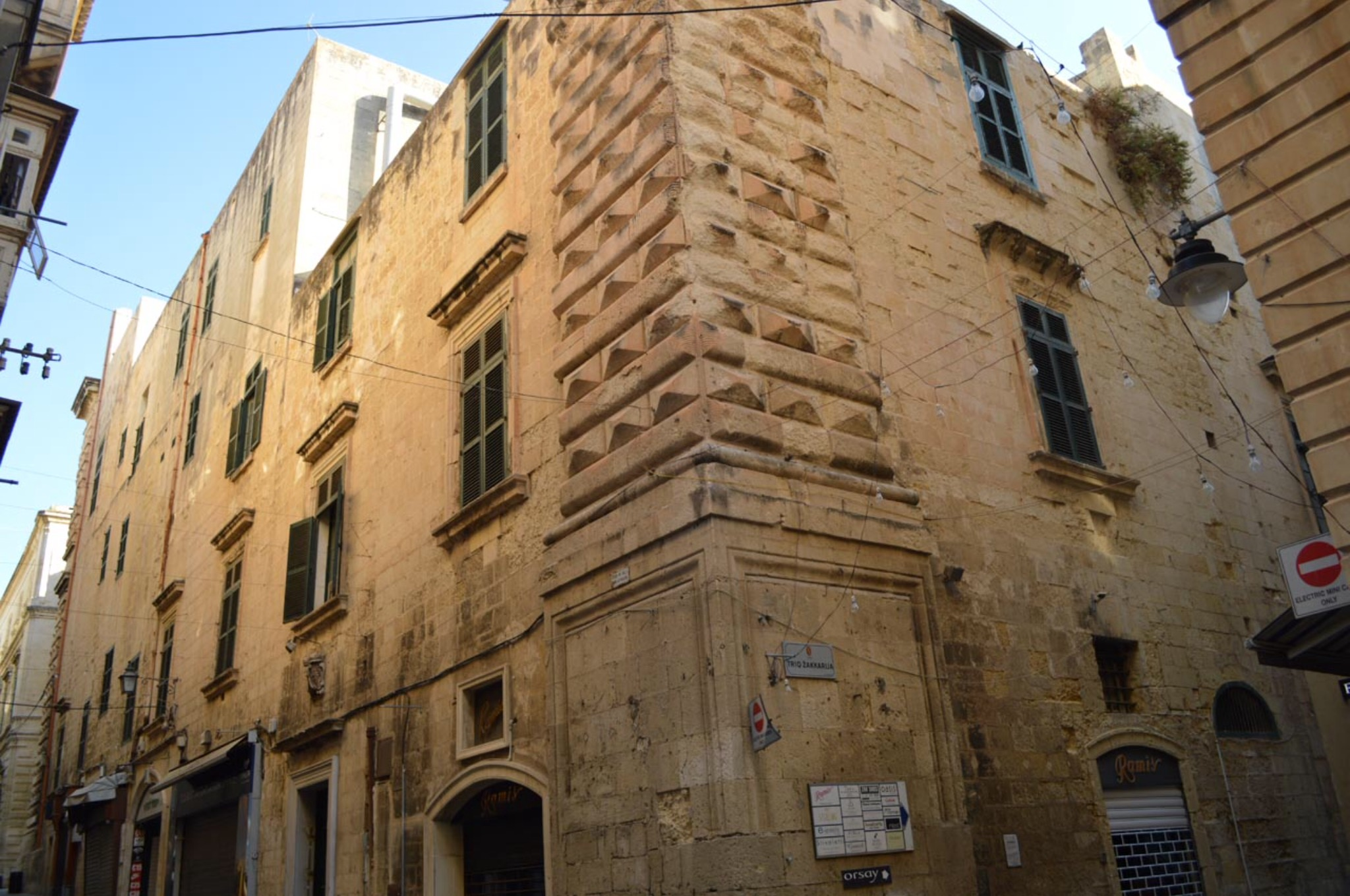
نمای پشتی اوبرژ د'ایتالیا از گوشه خیابان‌های ملینا و زاکاری

شوالیه‌های سنت جان در پی اشغال فرانسه در سال ۱۷۹۸ از مالت اخراج شدند. از آنجا که اوبرژ روبروی ناپلئون بناپارت و اقامتگاه او در کاخ پاریسیو قرار داشت، به فرماندهی نظامی فرانسه تبدیل شد. پس از اینکه مالت تحت حکومت بریتانیا قرار گرفت در سال ۱۸۰۰، این ساختمان برای استفاده‌های نظامی و اداری مدنی به کار رفت. در سال ۱۸۸۸ طبقه همکف به ذخیره آرشیوهای نوتاری اختصاص یافت و طبقه فوقانی توسط دپارتمان کار اشغال شد. این ساختمان به یک تسلیحات‌خانه مدنی تبدیل گردید. طرح‌ها برای تأسیس یک کلیسای پروتستان رد شد. در این زمان، طبقه همکف همچنین به عنوان دفتر چاپ دولتی فعالیت می‌کرد، در حالی که طبقه فوقانی نیز به مهندسان سلطنتی اختصاص داشت. این ساختمان بعدها به عنوان مقر هنگ و خانه افسران تا دهه ۱۹۲۰ مورد استفاده قرار گرفت. در اوایل قرن نوزدهم، شیمیدان جان دیوی که همراه با کادر پزشکی ارتش در مالت حضور داشت، در این اوبرژ یک داروخانه عمومی برای درمان فقرا تأسیس کرد و به عنوان آلبرگو دی پووری (اوبرژ فقرا) شناخته شد. جانشین این خدمات، کلینیک‌های پلی‌کلینیک دولتی است که هنوز به عنوان il-Berġa (اوبرژ) شناخته می‌شود.
در سال ۱۹۲۲، موزه ملی از پالاتزو زارا به اوبرژ د'ایتالیا منتقل شد. این موزه تحت نظر سر تیمستوکلس زامیت قرار داشت و به بخش‌های باستان‌شناسی، تاریخ، هنر، تاریخ طبیعی و مینرالوژی تقسیم شد. موزه در طی جنگ جهانی دوم بسته شد و ساختمان در ۷ آوریل ۱۹۴۲ دو ضربه مستقیم دریافت کرد. بخشی از نمای ساختمان توسط بمباران هوایی تخریب شد و مجموعه تاریخ طبیعی به شدت آسیب دید زیرا در قسمتی از ساختمان که مورد اصابت قرار گرفت، قرار داشت. در طول جنگ، اسناد آرشیوهای نوتاری در زیرزمین اوبرژ نگهداری می‌شد و برخی از آن‌ها در آنجا آسیب دیدند. پس از پایان جنگ، بخش‌های آسیب‌دیده اوبرژ بازسازی شدند، موزه دوباره افتتاح شد و بخشی از ساختمان به یک مدرسه هنر اختصاص یافت.
دپارتمان موزه‌ها در سال ۱۹۵۴ مجبور به تخلیه اوبرژ د'ایتالیا شد، زمانی که ساختمان به یک دادگاه موقت تبدیل شد بعد از اینکه دادگاه‌های عدالت مجبور به تخلیه اوبرژ دو آورنی به دلیل وضعیت خراب آن شدند. دادگاه کیفری در این ساختمان مستقر شد.

### استقلال مالت
در ژانویه ۱۹۷۱، دادگاه‌های عالی و مدرسه هنر از ساختمان خارج شدند پس از اینکه به دادگاه جدید که در محل اوبرژ دو آورنی ساخته شده بود، منتقل شدند. قرار بود این ساختمان به سالن امتحانات تبدیل شود، اما در ماه اوت همان سال، به دپارتمان پست و تلفن‌ها واگذار شد. پس از تعمیرات گسترده، اوبرژ به عنوان اداره کل پست در ۴ ژوئیه ۱۹۷۳ افتتاح شد و جایگزین پالاتزو پاریزیو شد. اوبرژ تا زمانی که پستای لیمیتد در اکتبر ۱۹۹۷ یک مجتمع جدید در مارسا افتتاح کرد، به عنوان اداره کل پست فعالیت می‌کرد. این ساختمان همچنین توسط دپارتمان آب و برق، دپارتمان کشاورزی و دفتر مرکزی آمار استفاده شد.
در سال ۱۹۹۷، تصمیم گرفته شد که اوبرژ به دفاتر وزارت گردشگری و سازمان گردشگری مالته تبدیل شود. ساختمان بازسازی و تزئین شد و وزارت در ۱۸ مارس ۲۰۰۲ وارد آن شد. سازمان گردشگری مالته نیز در ۱ مارس همان سال وارد شد. وزارت گردشگری پس از آن به محل جدید خود در خیابان جمهوری ۲۳۳، والِتا منتقل شد.

## بازسازی
برنامه‌هایی برای انتقال موزه ملی هنرهای زیبا مالت از خانه فرمانداری به اوبرژ دو ایتالیا در سال ۲۰۱۳ آغاز شد. در سپتامبر ۲۰۱۴، اعلام شد که این انتقال صورت خواهد گرفت و موزه جدید با نام MUŻA (مخفف زبان مالتی Mużew Nazzjonali tal-Arti) خواهد بود. این پروژه یکی از پروژه‌های مرتبط با عنوان پایتخت فرهنگی اروپا برای والِتا در سال ۲۰۱۸ است. قرار بود سازمان گردشگری مالته در نوامبر ۲۰۱۶ ساختمان را ترک کند و به محل‌های جدیدی در اسمارت‌سیتی مالته منتقل شود، اما این انتقال تا فوریه ۲۰۱۷ به تأخیر افتاد. نمای ساختمان بین اواخر ۲۰۱۵ و ژوئیه ۲۰۱۶ بازسازی شد. ویژگی‌های هنری مختلفی از مرکز ساختمان در این زمان آشکار شد و تندیس کارافا نیز بازسازی شد. داخل ساختمان نیز در حال بازسازی است. یکی دیگر از طرح‌هایی که مورد بررسی قرار گرفت اما رد شد، بازگشایی ورودی اصلی احتمالی بود که با افزودن یک پله‌راه در ژان پاریزو دو ولت همراه می‌شد.
این ساختمان در فهرست آثار باستانی در سال ۱۹۲۵ همراه با سایر اوبرژها در والِتا گنجانده شد. این ساختمان اکنون به عنوان یک بنای ملی درجه ۱ توسط سازمان محیط‌زیست و برنامه‌ریزی مالت برنامه‌ریزی شده است و همچنین در فهرست ملی اموال فرهنگی جزایر مالت قرار دارد.

## معماری

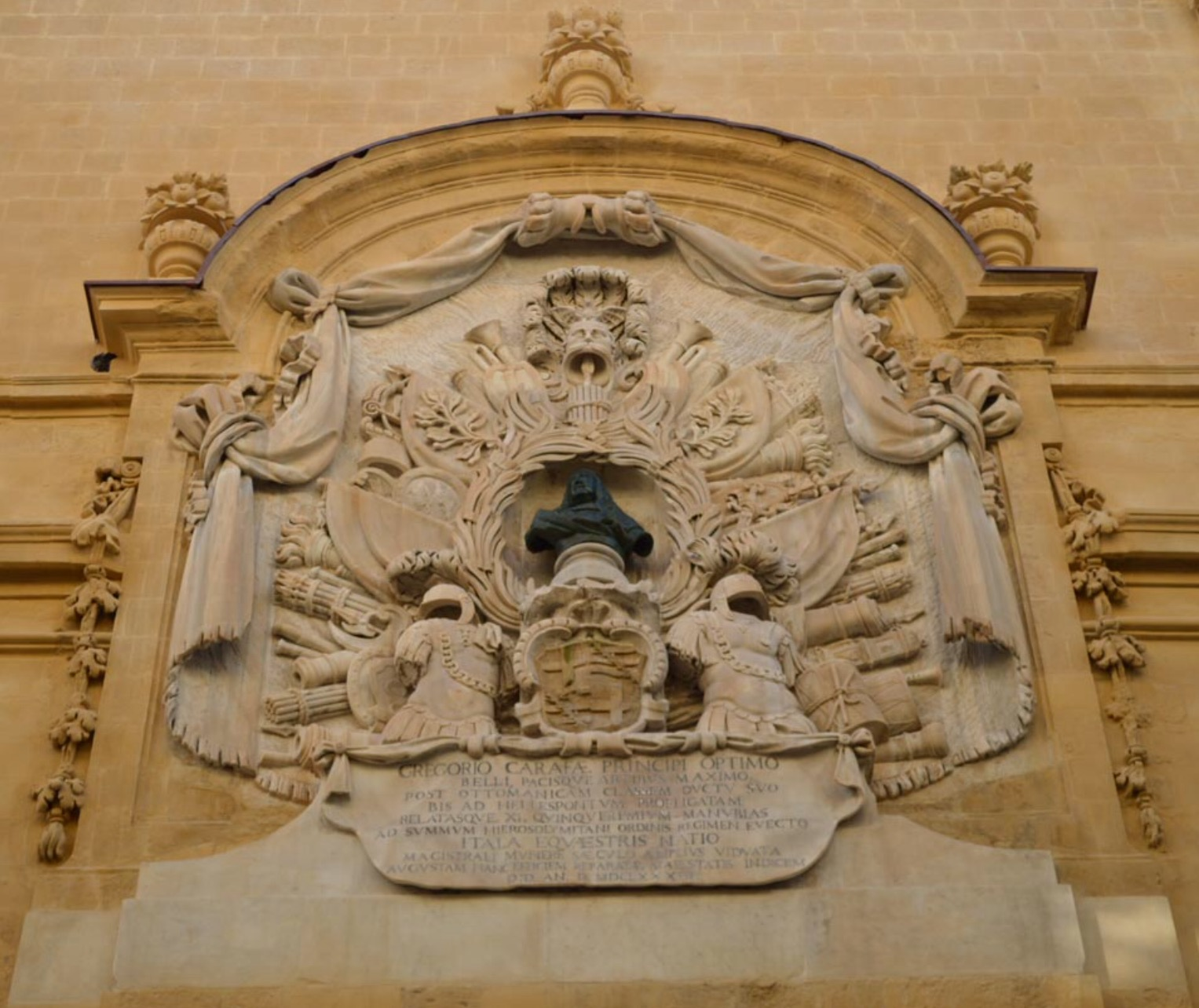
مرکزی‌ترین بخش نمای ساختمان، پس از مرمت ۲۰۱۶

اوبرژ دو ایتالیا ابتدا در سبک تکلف‌گرایی ساخته شده بود، اما به دلیل بازسازی‌هایی که در دهه ۱۶۸۰ انجام شد، این ساختمان بیشتر به سبک معماری باروک تغییر شکل یافت. این ساختمان دارای نقشه‌ای مستطیلی است و اتاق‌های آن حول یک حیاط مرکزی قرار دارند که این چیدمان برای ارگ‌هاهای رنسانس ایتالیا و سایر اوبرژهای کاسار در والِتا همچون اوبرژ آراگون معمول است. حیاط یک طاق نصرت دارد که تصور می‌شود توسط ومانو کاراپچیا طراحی شده است.
این ساختمان دارای نمایی متقارن است که در مرکز آن یک بخش باروک با تزئینات فراوان قرار دارد که بالای ورودی اصلی واقع شده است. این بخش شامل یک تندیس برنزی از کارافا و نشان خانوادگی او، همراه با یک تندیس سلاح مرمرین و یک کتیبه لاتین است که به شرح زیر می‌خواند:

GREGORIO CARAFÆ PRINCIPI OPTIMO

BELLI, PACISQVE ARTIBVS MAXIMO.

POST OTTOMANICAM CLASSEM DVCTV SVO

BIS AD HELLESPONTVM PROFLIGATAM

RELATASQVE. XI. QVINQVEREMIVM MANVBIAS

AD SVMMVM HIEROSOLYMITANI ORDINIS REGIMEN EVECTO

ITALA EQVÆSTRIS NATIO

MAGISTRALI MVNERE SÆCVLO AMPLIVS VIDVATA

AVGVSTAM HANC EFFIGIEM REPARATÆ MAIESTATIS INDICEM

D. D. AN. D. MDCLXXXIII.

تصور می‌شود که این مرکز توسط معمار مدریکو بلوندل بر اساس طراحی ماتیا پرتی ساخته شده باشد. ورودی اصلی و گوشه‌های ساختمان دارای ویژگی‌های سبک هنری روستیک هستند. هر یک از سه طبقه ساختمان دارای مجموعه‌ای از شش پنجره است و قرنیزی در نمای ساختمان بین طبقه اول و دوم کشیده شده است.
اوبرژ دو ایتالیا از طریق یک پناهگاه حمله هوایی از دوران جنگ جهانی دوم با اوبرژ دو کاستیل که در آن طرف خیابان قرار دارد، ارتباط دارد.

## سکه‌های یادبود
اوبرژ دو ایتالیا در دو سکه یادبودی که در سال ۲۰۱۰ توسط بانک مرکزی مالت ضرب شده‌اند، به تصویر کشیده شده است. این سکه‌ها بخش مرکزی نمای ساختمان را در پشت سکه و نشان ملی مالت را در جلوی سکه نشان می‌دهند.

## یادداشت
1. ↑  ترجمه: «ملت ایتالیا که تجدید شده است، به عنوان هدیه به گریگوریو کارافا، بهترین شاهزاده جنگ و بزرگ‌ترین شاهزاده در هنرهای صلح، این مجسمه آگوستین را به عنوان نشانی از عظمت کامل او داده است، زیرا او دو بار ناوگان سرکش عثمانی را به هلسپونت رهبری کرده و به عنوان غنایم جنگی ۱۱ کشتی بزرگ (کینکوره‌مس (این واژه به کشتی‌های جنگی با پنج ردیف قایق گفته می‌شود که در دوران باستان به ویژه در نیروی دریایی روم استفاده می‌شد)) را به فرماندهی نیروهای اورشلیم در سال ۱۶۸۳ بازگردانده است.»